# Bruno Castanheira
Bruno Miguel Castanheira Gomes (Seixal, 4 februari 1977 – Torres Vedras, 14 september 2014) was een Portugees wielrenner.
Hij stierf op 37-jarige leeftijd.

## Overwinningen
1999
- Circuito da Malveira

2003
- Eindklassement Volta a Terras de Santa Maria

2004
- Nationaal kampioenschap Portugal op de weg, Elite

2006
- 3e etappe Volta a Terras de Santa Maria